# Pipi Dlouhá punčocha

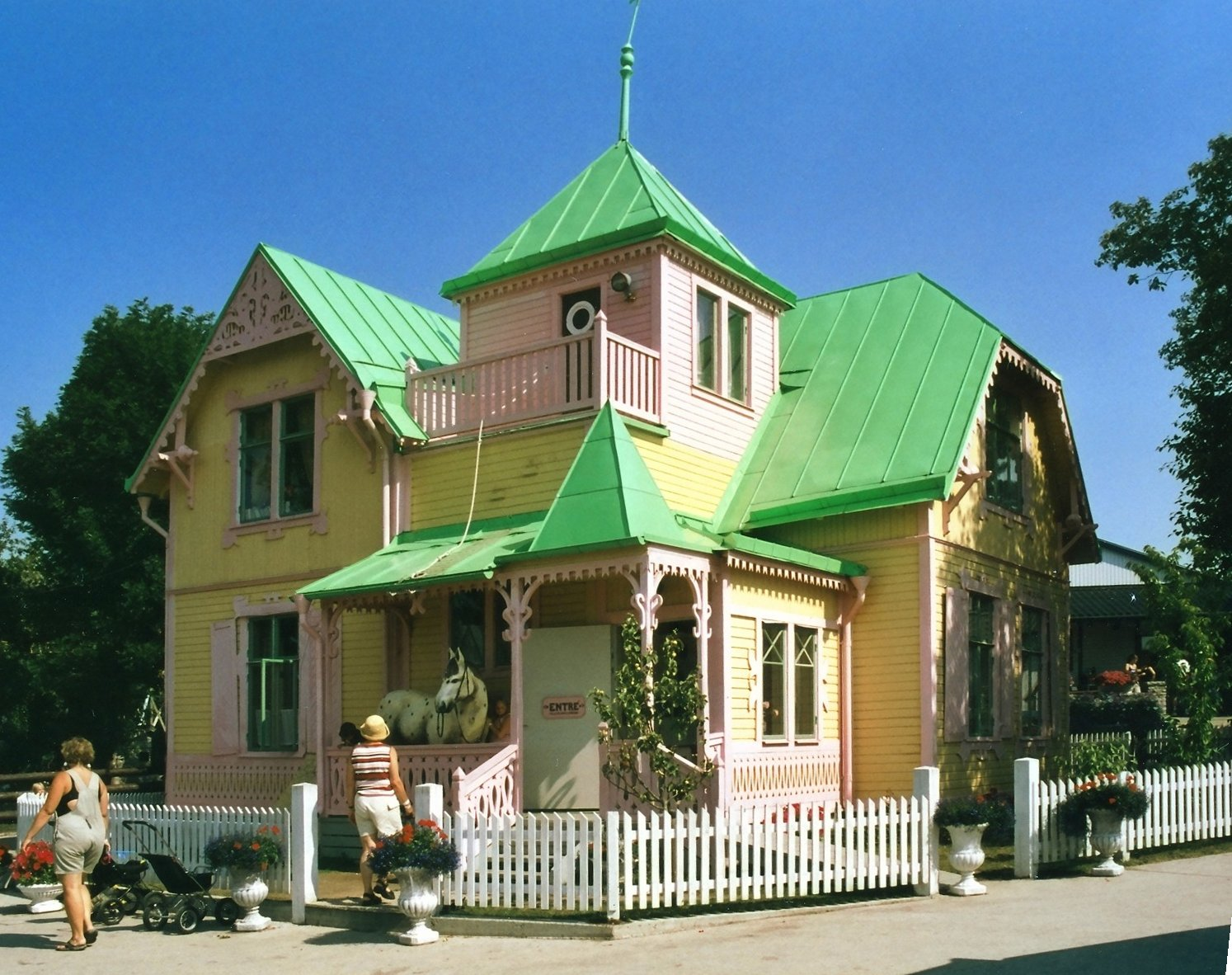
Pipiina Villa Villekula

Pipi Dlouhá punčocha (švédsky Pippi Långstrump) je hlavní postava řady dětských knih švédské autorky Astrid Lindgrenové a jejich rozmanitých filmových a zvukových zpracování. Mezi nejznámější zpracování příběhu patří čtyři televizní filmy o Pipi Dlouhé punčoše z let 1969–1970, v nichž postavu Pipi ztvárnila mladá herečka Inger Nilssonová. Knihy a filmy o Pipi Dlouhé punčoše byly přeloženy do mnoha jazyků.

## Vznik
Vznik námětu se datuje do roku 1941, kdy Astrid Lindgrenová vyprávěla příběhy své nemocné dceři Karin, která pak také pro dívčí hrdinku vymyslela jméno „Pipi“. Jejím příběhům posléze naslouchali i Karinini bratranci a sestřenice. V březnu 1944 začala Lindgrenová psát rukopis knihy, který pak věnovala své dceři k jejím desátým narozeninám. Rukopis byl pak nabídnut k vydání – první nakladatelství jej však odmítlo a kniha vyšla až v roce 1945 v nakladatelství Rabén & Sjögren, v jehož soutěži o nejlepší dívčí knihu se krátce předtím na druhém místě umístila jiná knížka autorky, Britt-Mari se svěřuje.

## Příběh
Pipi je extravagantní dětská obyvatelka původně opuštěné vily Villekuly; její celé jméno zní Pipilota Citrónie Cimprlína Mucholapka Dlouhá punčocha. Má zrzavé vlasy a pihy, je neuvěřitelně mrštná a především silná. Vilu obývá spolu se svým koněm a opicí. Její maminka je anděl (zemřela), tatínek je námořním kapitánem a černošským králem. Z cest si přivezla kabelu mincí ve zlatě, a tak netrpí nouzí. S dětmi ze sousedství zažije spoustu dobrodružství i legrace. Svou logikou a sílou dokáže zmást i dospělé, kteří se o ni snaží jakožto o opuštěné dítě pečovat.